# Afiat Yuris Wirawan
Afiat Yuris Wirawan (* 17. April 1989) ist ein indonesischer Badmintonspieler. 

## Karriere
Afiat Yuris Wirawan gewann 2007 Bronze bei der Junioren-Weltmeisterschaft. 2010 wurde er Neunter bei der Hong Kong Super Series. Bei der India Super Series 2011 wurde er Fünfter ebenso wie bei der Malaysia Super Series des gleichen Jahres. In der indonesischen Superliga belegte er Platz drei mit dem Team von PB Djarum.

## Sportliche Erfolge
| Saison | Veranstaltung                   | Disziplin    | Platz | Name                                         |
| ------ | ------------------------------- | ------------ | ----- | -------------------------------------------- |
| 2007   | Junioren-Weltmeisterschaft      | Mixed        | 3     | Afiat Yuris Wirawan / Debby Susanto          |
| 2008   | Laos International              | Herrendoppel | 1     | Wifqi Windarto / Afiat Yuris Wirawan         |
| 2009   | Hong Kong Super Series          | Herrendoppel | 9     | Afiat Yuris Wirawan / Yohanes Rendy Sugiarto |
| 2011   | Malaysia Super Series           | Herrendoppel | 5     | Afiat Yuris Wirawan / Yohanes Rendy Sugiarto |
| 2011   | India Super Series              | Herrendoppel | 5     | Afiat Yuris Wirawan / Yohanes Rendy Sugiarto |
| 2011   | Indonesische Superliga          | Team         | 3     | PB Djarum                                    |
| 2011   | Universiade                     | Herrendoppel | 3     | Afiat Yuris Wirawan / Rendy Sugiarto         |
| 2011   | Universiade                     | Team         | 1     | Indonesien                                   |
| 2014   | Bahrain International Challenge | Herrendoppel | 1     | Afiat Yuris Wirawan / Rendy Sugiarto         |